# Courageous Blood
Courageous Blood è un cortometraggio muto del 1913 diretto da Romaine Fielding che appare anche nel cast tra gli interpreti.

## Produzione
Il film fu prodotto dalla Lubin Manufacturing Company.

## Distribuzione
Distribuito dalla General Film Company, il film - un cortometraggio in una bobina - uscì nelle sale degli Stati Uniti il 6 gennaio 1913.